# Bendoharjo
Bendoharjo is een bestuurslaag in het regentschap Grobogan van de provincie Midden-Java, Indonesië. Bendoharjo telt 5594 inwoners (volkstelling 2010).